# Nick Carter (fiktiv agent)
Nick Carter är en fiktiv agent. Ursprunget till Nick Carter kan spåras till boken The Old Detective's Pupil; or, The Mysterious Crime of Madison Square som kom ut 18 september 1886 i USA. 
Författare till romanerna har ändrats löpande under årens lopp, men inte på någon bok har författaren/författarnas namn skrivits ut. De ursprungliga historierna skrevs av John R. Coryell, Frederick Van Rensselaer Dey, Thomas Charles Harbaugh, Eugene T. Sawyer och Richard Edward Wormser.
Den ursprunglige Nick Carter var en mästerdetektiv och en mästare på förklädnader. När pulphjältar som The Shadow och hårdkokta deckare som Sam Spade blev populära på 1930-talet, gjordes Nick Carter om, och 1933 debuterade han som äventyrlig hårdkokt deckare. Under 1940- och 50-talen sändes en populär radioserie med Carter.
Tre amerikanska långfilmer om Nick Carter gjordes 1939-40, och i mitten av 1960-talet hade Eddie Constantine huvudrollen i två franska Carterfilmer. 1972 gjordes en amerikansk TV-pilot som utspelade sig på 1800-talet och hade Robert Conrad i huvudrollen som Nick Carter.
1964 gjorde förlagsredaktören Lyle Engel om detektiven - det enda han behöll var namnet. Den ärrade Nicholas Carter är nu hemlige agenten N3 och arbetar för en organisation kallad AXE, som enbart lyder under presidenten. Carters smeknamn är Killmaster, och i 261 romaner som i USA utkom mellan februari 1964 och maj 1990, for han Jorden runt och räddade den fria världen från kommunister och psykopater, samtidigt som han passade på att lägra en handfull fala damer i varje bok. Kombinationen sex och våld var som störst under 1970-talets produktion.
Inga författarnamn fanns utsatta på Killmasterböckerna, men många skrevs av Michael Avallone och Valerie Moolman. Andra författare är bland andra Martin Cruz Smith, välkänd författare till "Gorkijparken", Valerie Moolman, Bill Crider, Robert J. Randisi, David Hagberg, Dennis Lynds och Gayle Lynds. 

## Utgivning på svenska
Bokserien med Nick Carter började utkomma på svenska redan i början av 1900-talet. Det är en av de bokserier som gett upphov till det som lite elakt kallas kiosklitteratur.[källa behövs]
Innan Nick Carter utkom i bokform i Sverige utgavs redan 1908-1909 en serie översatta häften med honom som huvudperson. Utgivningen ledde till en stor kampanj mot den s.k. "smutslitteraturen", där Nick Carter-häftena fick symbolisera all lågkulturell litteratur som fördärvade ungdomens moral. Socialdemokratiska ungdomsförbundets tidskrift Fram och dess unge redaktör, Per Albin Hansson, manade till bojkott och "hänsynslös kamp" så att inte "vår ungdom skall systematiskt förgiftas och ledas in på brottets sumpväg". I denna kamp fick han många med sig och kampanjen mot Nick Carter spred sig.

## Tidig utgivning på svenska[1]
- Jagad öfver atlanten eller Nick Carter efter smugglare, 1903
- En svart spets : De fem pistolerna, 1904
- Förseglade order : detektivroman, 1904
- Kampen mot millioner eller detektiven i juvelgrottorna vid Kurm, 1905
- En mästare i förslagenhet eller Nick Carter och juveltjufvarna, 1906
- Nick Carter, Amerikas störste detektiv, 1907
- Bellini af Svarta handen eller Nick Carter bland terorister, 1908
- Juveltjufvarna, 1908
- En tragedi på scenen eller Nick Carter och lastens tempel, 1908

## Killmasterserien
Böcker i den svenska Nick Carter (Killmaster)-serien originaltitel i kursiv stil och (med utgivningsåret inom parentes):
- 1. Uppdrag i Saigon, Saigon (1966)
- 2. Agent i Moskva, The 13th spy (1966)
- 3. Blodig fingervisning, A bullet for Fidel (1966, återutgiven 1986 som nr 223)
- 4. Operation Spindel, Web of spies (1966)
- 5. Den franska nyckeln, The eyes of the tiger (1967)
- 6. Istanbul, Istanbul (1967)
- 7. Spionslottet, Spy castle (1967)
- 8. Drakflamman, Dragon flame (1967)
- 9. De fruktansvärda, The terrible ones (1967)
- 10. Pekings röda drake, The China doll (1967)
- 11. Grossister i mord, Run, spy, run (1967)
- 12. Tio sekunder att leva, "Run, spy, run" (1967)
- 13. Den kinesiska signetringen, Operation starvation (1967)
- 14. Tio små gulingar, The weapon of night (1967, även utgiven som Nattens vapen)
- 15. Schack och matt i Rio, Checkmate in Rio (1967)
- 16. Den gyllene ormen, The golden serpent (1967)
- 17. Safari för spioner Safari for spies (1967)
- 18. Röd roulett, Mission to Venice (1967)
- 19. Bakom bamburidån, Fräulein spy (1967)
- 20. Dubbelgångaren, Double identity (1967)
- 21. Den kinesiske skattmästaren, The chinese paymaster (1967)
- 22. I dödens regi, The devil's cockpit (1967)
- 23. Det farliga revet, Danger key (1967)
- 24. Sabra från Israel, Assignment: Israel (1968)
- 25. Sammansvärjningen, The filthy five (1968)
- 26. Den röda raketen, Hanoi (1968, återutgiven 1977 som nr 112)
- 27. Operation Venus gul, The red guard (1968)
- 28. Månskeppet, Operation Moon Rocket (1968, återutgiven 1978 som nr 114)
- 29. Blå död, The bright blue death (1968, återutgiven 1983 som nr 188)
- 30. Möte i Macao, Macao (1968, återutgiven 1978 som nr 116)
- 31. Dödshuvan, Hood of death (1968, återutgiven 1978 som nr 122)
- 32. Spionen Judas, The Judas spy (1968, återutgiven 1978 som nr 123)
- 33. Alarm i Aten, Seven against Greece (1969, återutgiven 1978 som nr 124)
- 34. Fruktans tempel, Temple of fear (1969, återutgiven 1978 som nr 125)
- 35. Agent i Amsterdam, Amsterdam (1969)
- 36. Raffel i Rhodesia, Rhodesia (1969, återutgiven 1978 som nr 126)
- 38. Flykten från Canton, The deflector (1969, återutgiven 1979 som nr 129)
- 39. Dödens karneval, Carnival for killing (1969, återutgiven 1979 som nr 130)
- 40. Operation TV röd, The red rays (1969)
- 41. Gula änkan, A Korean tiger (1969, återutgiven 1979 som nr 131)
- 42. Havsfällan, Sea trap (1969, återutgiven 19xx som nr 132)
- 43. Döden i Amazonas, The Amazon (19xx, återutgiven 1979 som nr 134)
- 44. Robot!, The human time bomb (1969, återutgiven som nr 138)
- 45. Berlin, Berlin (1970, återutgiven 1980 som nr 139)
- 46. Röda kobran, The cobra kill (1970)
- 47. Hjärndöden, The living death (1970, återutgiven 19xx som nr 140)
- 48. Operation Che Guevara, Operation Che Guevara (1969)
- 49. Röd eld på Hawaii, The doomsday formula (1970, återutgiven 1980 som nr 147)
- 50. Dubbelspel i Casablanca, The Casbah killers (1969)
- 51. Helvetet, The Arab plague (1971)
- 52. Rött uppror, The red rebellion (1971, återutgiven 1980 som nr 148)
- 53. Operation Kobra, Operation Snake (1973, återutgiven 19xx som nr 150)
- 54. Sabotörerna, The Executioners (1970, återutgiven 1971 som nr 154)
- 55. Moskva, Moscow (1970)
- 56. Virusstölden, The death strain (1971, återutgiven 1981 som nr 156)
- 57. Operation Borman, Peking-Tulip affair (1971, återutgiven 19xx som nr 160)
- 58. Mord i all oskuld, Mind killers (1971, återutgiven 19xx som nr 164)
- 59. Silverormen, Cambodia (1970)
- 60. Den fördömda rubinen, Jewel of doom (1971, återutgiven 1982 som nr 169)
- 61. Svarta döden, The black death (1972, återutgiven 1982 som nr 171)
- 62. Operation Isbomb zero, Ice bomb Zero (1972, återutgiven 19xx som nr 173)
- 63. Maffians märke, Mark of Cosa Nostra (1972, återutgiven 1982 som nr 175)
- 64. Plan om intet, Time clock of death (1972)
- 65. Kairo-maffian, The Cairo Mafia (1973,  återutgiven 19xx som nr 221)
- 66. Operation Inca, Inca death squad (1972, återutgiven 19xx som nr 224)
- 67. Omegaprojektet, The Omega Terror (1973, återutgiven 19xx som nr 225)
- 68. Operation återtagning, Strike force terror (1973, återutgiven 19xx som nr 227)
- 69. Bakom lykta dörrar, Target: Doomsday Island (1974, återutgiven 1986 som nr 229)
- 70. Attentat i Calcutta, The night of the Avenger (1974, återutgiven 1986 som nr 231)
- 71. Ministermordet, Assault on England (1974)
- 72. Operation Varulv, Code name: Werewolf (1974)
- 73. Vargtimmen, Hour of the wolf (1974, återutgiven 1986 som nr 233)
- 74. Snömannen, The devil's dozen (1974, återutgiven 1986 som nr 234)
- 76. Jakten på Corelli, The Spanish connection (1974, återutgiven 19xx som nr 236)
- 77. Den stora tågjakten, Butcher of Belgrade (1974, återutgiven 19xx som nr 237)
- 78. Operation Domedag, Our agent in Rome is missing (1974, återutgiven 19xx som nr 249)
- 79. Kurhotellets hemlighet, Assassination brigade (1975, återutgiven 19xx som nr 239)
- 80. Operation Hanoi, The Peking dossier (1975)
- 81. Dödlig sammansvärjning, The death's head conspiracy (1975)
- 82. Jokern i leken, The code (1975, återutgiven 19xx som nr 241)
- 83. Vitare än snö, The Aztec Avenger (1975)
- 84. Mord i Vatikanen, Vatican vendetta (1975, återutgiven 1987 som nr 243)
- 85. Mannen som sålde död, The man who sold death (1975, återutgiven 19xx som nr 245)
- 86. Massaker i Milano, Massacre in Milan (1975)
- 87. Dubbelt uppdrag, Counterfeit agent (1975, återutgiven 19xx som nr 247)
- 88. Avhopparen från Albanien, The liquidator (1975, återutgiven 1987 som nr 251)
- 89. Dödens vulkan, Dr death (1976)
- 90. Z-dokumentet, The Z document (1976)
- 91. Kobrans tecken, Sign of the Cobra (1976)
- 92. Operation stulen raket, Six bloody summer days (1976)
- 93. Det började i Beirut, Beirut incident (1974, återutgiven 19xx som nr 253)
- 94. Det sovande lejonet, The N3 conspiracy (1974)
- 95. Blodiga diamanter, The Kathmandu contract (1976, återutgiven 1987 som nr 255)
- 96. Ett satans uppdrag, The Jerusalem file (1976, återutgiven 19xx som nr 259)
- 97. Tou Wans hemlighet, The list (1976, återutgiven 1988 som nr 263)
- 98. Dödskod 74-2, Death message: Oil 74-2 (1976, återutgiven 1988 som nr 267)
- 99. Operation iande vind, Ice trap terror (1976, återutgiven 19xx som nr 271)
- 100. Det Grekiska mysteriet, The ultimate code (1975, återutgiven 1988 som nr 275)
- 101. Grupp gröna vargen, The green wolf connection (1976, återutgiven 1989 som nr 279)
- 102. Operation huggande svärd, The fanatics of Al Asad (1976, återutgiven 1989 som nr 280)
- 103. Mannen som hoppade av, The turncoat (1977, återutgiven 1989 som nr 283)
- 104. Operation Människojakt, Assassin code name Vulture (1977, återutgiven 1989 som nr 284)
- 105. Den galne generalen (1977)
- 106. Den kluvna tungan, A high yield in death (1977, återutgiven 1989 som nr 288)
- 107. Stridsrop: Banzai!, The sign of the prayer shawl (1977, återutgiven 1989 som nr 297)
- 108. Mysteriet med mikrofilmen, The Vulcan disaster (1977, återutgiven 19xx som nr 293)
- 109. Dödsdyrkarna, The Nichovev plot (1977)
- 110. Röda örnen (1977)
- 111. Vapensmugglarna (1977)
- 112. Röda raketen, Hanoi (1977, tidigare utgiven 1968)
- 113. Under Berlinmuren, Under the wall (1978)
- 114. Månskeppet, Operation moon rocket (1968)
- 115. Generalernas hämnd, Revenge of the Generals (1978, återutgiven 1990 som nr 310)
- 116. Möte i Macao, Macao (1978, tidigare utgiven 1968 som nr 30)
- 117. Hotet från Lissabon, Race of death (1978, återutgiven 1990 som nr 308)
- 118. Panik i Pamplona, Pamplona affair (1978, återutgiven 1991 som nr 321)
- 119. Farlig förklädnad, Deady doubles (1978, återutgiven 1991 som nr 323)
- 120. Problem i paradiset, Trouble in paradise (1978, återutgiven 1991 som nr 325)
- 121. Tre dagars frist, The doomsday spore (1978, återutgiven 1991 som nr 326)
- 122. Dödshuvan, Hood of death (1978, tidigare utgiven 1968 som nr 31)
- 123. Spionen Judas, The Judas spy (1978, tidigare utgiven 1968 som nr 32)
- 124. Alarm i Aten, Seven against Greece (1978, tidigare utgåva 1969 som nr 33)
- 125. Fruktans tempel, Temple of fear (1978, tidigare utgiven 1969 som nr 34)
- 126. Raffel i Rhodesia, Rhodesia (1978, tidigare utgiven 1969 som nr 36)
- 127. Ebenholtskorset, The ebony cross (1978)
- 128. Dödsfabriken, 14 seconds to hell (1979, tidigare utgiven 1969)
- 129. Flykten från Canton, The deflector (1979, tidigare utgiven 1969 som nr 38)
- 130. Dödens karneval, Carnival for killing (1979, tidigare utgiven 1969 som nr 39)
- 131. Gula änkan, A Korean tiger (1979, tidigare utgiven som nr 41)
- 132. Havsfällan, Sea trap 19xx, tidigare utgiven 1969 som nr 42
- 133. Den försvunne generalen, The Asian mantrap (1979)
- 134. Döden i Amazonas, The Amazon (1979, tidigare utgiven 19xx som nr 43)
- 135. Dödsmoln över öknen, Thunderstrike in Syria (1979 återutgiven 1990 som nr 314)
- 136. Uppdrag Redolmo, The Redolmo affair (1979 återutgiven 1990 som nr 318)
- 137. Operation: Svek!, Tropical deathpact (1979)
- 138. Robot!, The human time bomb (1969)
- 139. Berlin, Berlin (1980, tidigare utgiven 1970 som nr 45)
- 140. Hjärndöden, The living death (19xx, tidigare utgiven 1970 som nr 47)
- 141. Oljekartan, The Pemex chart (1980, återutgiven 1990 som nr 316)
- 142. Uppdrag Hawaii, Hawaii (1979)
- 143. Döden på Jamaica, The Jamaican exchange (1980, återutgiven 1991 som nr 328)
- 144. Det fjärde riket, Reich four (1979)
- 145. Djävulsfällan, The Satan trap (1980, återutgiven 1991 som nr 330)
- 146. Uppdrag Ulrich, The Nowhere weapon (1980, återutgiven 1992 som nr 331)
- 147. Röd eld på Hawaii, The doomsday formula (1980, tidigare utgiven 1970 som nr 49)
- 148. Rött uppror, The red rebellion (1980, tidigare utgiven 1971 som nr 52)
- 149. Affären el groupo, And next the king (1980, återutgiven 1992 som nr 332)
- 150. Operation Kobra, Operation Snake (1980, tidigare utgiven 1971 som nr 53)
- 151. Dingons dag, Day of the dingo (1981, återutgiven 1992 som nr 333)
- 152. Projekt kort Åtta, Eight card stud (1981, återutgiven 1992 som nr 334)
- 153. Farsot, Strike of the Hawk (1981, återutgiven 1992 som nr 335)
- 154. Sabotörerna, The Executioners (1971, tidigare utgiven 19xx som nr 54)
- 155. Moskva, Moscow (1981, tidigare utgiven 1971)
- 156. Virusstölden, The death strain (1981, tidigare utgiven 1971 som nr 56)
- 157. En vara som andra..., Suicide seat (1981, återutgiven 1992 som nr 336)
- 158. Den tysta spionen, Ten times dynamite (1981, återutgiven 1992 som nr 337)
- 159. Krigshetsaren, War from the clouds (1981, återutgiven 1992 som nr 338)
- 160. Operation Borman, Peking-Tulip affair (19xx, tidigare utgiven 1971 som nr 57)
- 161. Leopardens märke, The society of nine (1981, återutgiven 1992 som nr 339)
- 162. Döden i Havanna, Death mission: Havanna (1981)
- 163. Strax bortom gränsen, The Coyote connection (1981)
- 164. Mord i all oskuld, Mind killers (19xx, tidigare utgiven 1971 som nr 58)
- 165. Helvetesspegeln, The solar menace (1981)
- 166. När jorden rämnade, The Q-man (1981)
- 167. Guldtjurarna, The golden bull (1982)
- 168. Turkiskt blodbad, Turkish bloodbath (1982)
- 169. Den fördömda rubinen, Jewel of doom (1982, tidigare utgiven 1971 som nr 60)
- 170. Den dolda fienden, The ouster conspiracy (1982)
- 171. Svarta döden, The black death (1982, tidigare utgiven 1972 som nr 61)
- 172. Massakern i Dubrovnik, The Dubrovnik massacre (1982)
- 173. Operation Isbomb zero (19xx, tidigare utgiven 1972 som nr 62)
- 174. Katastrofkurs, The strontium code (1982)
- 175. Maffians märke, Mark of Cosa Nostra (1982, tidigare utgiven 1972 som nr 63)
- 176. Röd dam, Chessmaster (1982)
- 177. Uppdrag i Paris, The Parisian affair (1983)
- 178. Ockupationen, The Dominican affair (1982)
- 179. Nedslagsplats: Sibirien, Cauldron of hell (1981)
- 180. Specialisten, Pleasure Island (1983)
- 181. Robotspionen, The treason game (1983)
- 182. Möte i Haiphong, Appointment in Haiphong (1983)
- 183. Operation Antarktis, Operation: McMurdo sound (1982)
- 184. Damoklessvärdet, The Damocles threat (1982)
- 185. Mammons tjänare, Retreat for death (1983)
- 186. Den svarta ängeln, The Israeli connection (1983, återutgiven 1995 som nr 353)
- 187. Hotets herre, Earth shaker (1983)
- 188. Blå död, The bright blue death (1983, tidigare utgiven 1968 som nr 29. Utspelar sig bl.a. på Muskö)
- 189. Operation Dödsljus, Deathlight (1984)
- 190. Operation dubbelgångare, The last Samurai (1982)
- 191. Vem jagar vem, The hunter (1982)
- 192. Dödens stjärnor, The death star affair (1982)
- 193. Farligt toppmöte The Greek Summit (1984)
- 194. Kalis dödskult, The Kali death cult (1984)
- 195. Okänt uppdrag, The outback ghosts (1983)
- 196. Dödens söner, The christmas kill (1983)
- 197. Uppdrag i Alaska, The Yukon target (1983)
- 198. Mannen som svek, Hide and go die (1984)
- 199. Döden skjuter skarpt, Operation Vendetta (1984)
- 200. Doktor död Doctor DNA (1984)
- 201. Jakt i blindo, The Istanbul decision (1984)
- 202. Kurirmorden, The decoy hit (1983)
- 203. Projekt Alfa, Earthfire North (1983)
- 204. Kamp i Karibien, Caribbean coup (1985)
- 205. Katastrofen väntar, Operation sharkbite (1984)
- 206. Terror-Attack, Zero-hour strike force (1984)
- 207. Operation lockbete, The Budapest run (1985)
- 208. Dödens ö, Death Island (1985)
- 209. Algarve-affären, The Algarve affair (1984)
- 210. Robotkuppen, Night of the warheads (1984)
- 211. Sista sekunden i Genève, The Kremlin kill (1984)
- 212. Stad som gisslan, San Juan inferno (1985)
- 213. Ormguden, The Mayan connection (1984)
- 214. Spel på hög nivå, Death hand play (1985)
- 215. Skuggornas män, Day of the Mahdi (1984)
- 216. Maktens mästare, Assignment: Rio (1984)
- 217. Dödens köpmän, Circle of the scorpions (1985)
- 218. Sista planet till Moskva, Last flight to Moscow (1985)
- 219. Kris i Normandie, The Normandy Code (1985)
- 220. Hämnden, The Vengeance game (1985)
- 221. Kairo-maffian, The Cairo Mafia (19xx, tidigare utgiven 1973 som nr 65)
- 222. Massaker i Macao, The Macao massacre (1986)
- 223. Blodig fingervisning, A bullet for Fidel (1986, tidigare utgiven 1966 som nr 3)
- 224. Operation Inca, Inca death squad (19xx, tidigare utgiven 1972 som nr 66)
- 225. Omega projektet, The Omega Terror (19xx, tidigare utgiven 1973 som nr 67)
- 226. Det blodiga avtalet, Blood of the scimitar (1986)
- 227. Operation återtagning, Strike force terror (19xx, tidigare utgiven 1973 som nr 68)
- 228. Terror på Balkan, Pursuit of the eagle (1986)
- 229. Bakom lykta dörrar, Target: Doomsday Island (1986, tidigare utgiven 1974 som nr 69)
- 230. Dödens diamanter, The Blue Ice affair (1986)
- 231. Attentat i Calcutta The night of the Avenger (1986, tidigare utgiven 1974 som nr 70)
- 232. Kontrakt med döden, The death dealer (1983)
- 233. Vargtimmen, Hour of the wolf (1986, tidigare utgiven 1974 som nr 73)
- 234. Snömannen, The devil's dozen (1986, tidigare utgiven 1974 som nr 74)
- 235. Karaff-mordet
- 236. Jakten på Corelli, The spanish connection (1986, tidigare utgiven 1974 som nr 76)
- 237. Den stora tågjakten, Butcher of Belgrade (19xx, tidigare utgiven 1974 som nr 77)
- 238. Operation Mullvad, Tunnel for traitors (1986)
- 239. Kurhotellets hemlighet, Assassination brigade (tidigare utgiven 1975 som nr 79)
- 240. Operation Cyclops, The cyclop conspiracy (1986)
- 241. Jokern i leken, The code (19xx, tidigare utgiven 1975 som nr 82)
- 242. Operation svart Mamba, Mercenary mountain (1987)
- 243. Mord i Vatikanen, Vatican vendetta (1987, tidigare utgiven 1975 som nr 84)
- 244. Det försvunna chiffret, The Tarlov cipher (1987)
- 245. Mannen som sålde död, The man who sold death (19xx, tidigare utgiven 1975 som nr 85)
- 246. Fällan slår igen..., The assasin convention (1987)
- 247. Dubbelt uppdrag, Counterfeit agent (19xx, tidigare utgiven 1975 som nr 87)
- 248. Silverduvans dal, White death (1987)
- 249. Operation Domedag, Our agent in Rome is missing (19xx, tidigare utgiven 1974 som nr 78)
- 250. I murens skugga
- 251. Avhopparen från Albanien, The liquidator (1987, tidigare utgiven 1975 som nr 88)
- 252. Tredje gången gillt, The killing ground (1986)
- 253. Det började i Beirut, Beirut incident (19xx, tidigare utgiven 1974 som nr 93)
- 254. Dödligt hot
- 255. Blodiga diamanter, The Kathmandu contract (1987, tidigare utgiven 1976 som nr 95)
- 256. Rättvisans Riddare (1987)
- 257. Dödlig terror
- 258. Hotet från havet (1987)
- 259. Ett satans uppdrag, The Jerusalem file (19xx, tidigare utgiven som nr 96)
- 260. I dödlig bana, Death orbit (1987)
- 261. Operation röda stjärnan, Target Red Star (1986)
- 262. Djungeljakten, The master assassin (1988)
- 263. Tou Wans hemlighet, The list (1988, tidigare utgiven 1976 som nr 97)
- 264. Flykten, Crossfire red (1987)
- 265. Dödsfalken (1988)
- 266. Dödlig kod
- 267. Dödskod 74-2, Death message: Oil 74-2 (1988, tidigare utgiven 1976 som nr 98)
- 268. Dödsgudinnans hämnd (1988)
- 269. Efterträdaren
- 270. Blodig kontinent, Blood raid (1988)
- 271. Operation isande vind, Ice trap terror (19xx, tidigare utgiven 1976 som nr 99)
- 272. Natt över Anderna, Night of the Condor (1987)
- 273. Vedergällningen, Terms of vengeance (1988)
- 274. Spel med döden (1988)
- 275. Det grekiska mysteriet, The ultimate code (1988, tidigare utgiven 1976 som nr 100)
- 276. Maskerad död (1988)
- 277. Kodnamn Poseidon (1988)
- 278. Brännhett dokument (1988)
- 279. Grupp Gröna Vargen, The green wolf connection (1989, tidigare utgiven 1976 som nr 101)
- 280. Operation Huggande svärd, The fanatics of Al Asad (1989, tidigare utgiven 1976 som nr 102)
- 281. Röda drakens eld (1989)
- 282. Vägen till Mecka (1989)
- 283. Mannen som hoppade av, The turncoat (1989, tidigare utgiven 1977 som nr 103)
- 284. Operation Människojakt, Assassin code name Vulture (1989, tidigare utgiven 1977 som nr 104)
- 288. Den kluvna tungan, A high yield in death (1989, tidigare utgiven 1977 som nr 106)
- 289. Spionjakten (1989)
- 290. Dödsstöten (1989)
- 292. På högsta nivå (1989)
- 293. Mysteriet med mikrofilmen, The Vulcan disaster (19xx, tidigare utgiven 1977 som nr 108)
- 296. Inbjudan till död (1989)
- 297. Stridsrop: Banzai!, The sign of the prayer shawl (1989, tidigare utgiven 1977 som nr 107)
- 299. Blodbad vid svarta havet, Black Sea bloodbath (1989)
- 300. Dödlig förbindelse (1989)
- 302. Massaker i mellanöstern (1990)
- 303. Attentat i Kanada, Sanction to slaughter (1990)
- 304. Operation Störtdykning (1990)
- 305. Semester i helvetet (1990)
- 306. Under Berlinmuren,Under the wall (, tidigare utgiven 1978 som nr 113)
- 307. Lejonets lag (1990)
- 308. Hotet från Lissabon, Race of death (1990, tidigare utgiven 1978 som nr 117)
- 309. Spel mot okänd (1990)
- 310. Generalernas hämnd, Revenge of the Generals (1990, tidigare utgiven 1978 som nr 115)
- 311. Grottornas Herre (1990)
- 312. Döden i Calcutta (1990)
- 313. Blod på Cypern (1990)
- 314. Dödsmoln över öknen, Thunderstrike in Syria (1990, tidigare utgiven 1979 som nr 135)
- 315. På kurs mot helvetet (1990)
- 316. Oljekartan, The Pemex chart (1990, tidigare utgiven 1980 som nr 141)
- 317. Krig i Singapore (1990)
- 318. Uppdrag Redolmo, The Redolmo affair (1990, tidigare utgiven 1979 som nr 136)
- 319. Dödens rubin (1990)
- 320. Ut i kylan, Arctic abduction (1990)
- 321. Panik i Pamplona, Pamplona affair (1991, tidigare utgiven 1978 som nr 118)
- 322. Uppdrag röda draken, Dragon slay (1991)
- 323. Farlig Förklädnad, Deadly doubles (1991, tidigare utgiven 1978 som nr 119)
- 324. Dödens överman (1991)
- 325. Problem i Paradiset, Trouble in paradise (1991, tidigare utgiven 1978 som nr 120)
- 326. Tre dagars frist, The doomsday spore (1991, tidigare utgiven 1978 som nr 121)
- 328. Döden på Jamaica, The Jamaican exchange (1991, tidigare utgiven 1980 som nr 143)
- 330. Djävulsfällan, The Satan trap (1991, tidigare utgiven 1980 som nr 145)
- 331. Uppdrag Ulrich, The Nowhere weapon (1992, tidigare utgiven 1980 som nr 146)
- 332. Affären El Groupo (1992, tidigare utgiven 1980 som nr 149)
- 333. Dingons Dag, Day of the dingo (1992, tidigare utgiven 1981 som nr 151)
- 334. Projekt kort åtta, Eight card stud (1992, tidigare utgiven 1981 som nr 152)
- 335. Farsot, Strike of the Hawk (1992, tidigare utgiven 1981 som nr 153)
- 336. En vara som andra..., Suicide seat (1992, tidigare utgiven 1981 som nr 157)
- 337. Den tysta spionen, Ten times dynamite (1992, tidigare utgiven 1981 som nr 158)
- 338. Krigshetsaren, War from the clouds (1992, tidigare utgiven 1981 som nr 159)
- 339. Leopardens märke, The society of nine (1992, tidigare utgiven 1981 som nr 161)
- 353. Den svarta ängeln, The Israeli connection (1995, tidigare utgiven 1983 som nr 186)

Onumrerade
- ?. Nattens vapen, The weapon of night (tidigare utgiven 1967 under titeln: Tio små gulingar)